# Мармеладные бобы
Мармеладные бобы или Желейные бобы (англ. Jelly beans, «джелли-бинс») — разновидность жевательного мармелада в форме бобов с тонкой сахарной оболочкой и мармеладным центром. Мармеладные бобы производятся многими фирмами в широком  ассортименте цветов и вкусов.

## История и описание
Мармеладные бобы родом из США, однако время их появления точно неизвестно. Существует точка зрения, что желейные бобы впервые были упомянуты в 1861 году, когда бостонский кондитер Уильям Шраффт призывал людей покупать желейные бобы для отправки солдатам во время Гражданской войны в США. Однако, какую именно сладость имел в виду Шраффт, до конца неизвестно, поскольку лишь 5 июля 1905 года мармеладки, аналогичные современным желейным бобам, были упомянуты в рекламе, размещённой на страницах чикагской газеты «The Chicago Daily News». Бобы к тому времени были уже достаточно популярны: в 1910-х годах денди и метросексуальных мужчин в США называли сленговым термином «Jellybean». Дополнительную популярность желейные бобы приобрели в США в 1930-е годы, когда стали считаться традиционным угощением для детей во время празднования Пасхи.
В 1940-х годах появилась песня «Jelly Bean (He's a Curbstone Cutie)», которую исполнял известный в те годы Фил Харрис. Спустя еще двадцать лет, во времена битломании, группу «Битлз» во время их концертов в Великобритании иногда закидывали мармеладными конфетами «джелли-бэбис» («мармеладные младенцы»), которые считались любимым лакомством Джорджа Харрисона. Когда «Битлз» прибыли на гастроли в Америку, где не было «джелли-бэбис», фанатки решили, что для их закидывания подойдут и «джелли-бинс».
Новый виток популярности мармеладных бобов был связан с серией книг о Гарри Поттере английской писательницы  Джоан Роулинг. Согласно сюжету, в волшебном мире Гарри Поттера существуют упаковки с ассорти желейных бобов, в которых наряду с привычными вкусами (чаще всего, фруктовыми или ягодными) присутствуют нестандартные, пугающие или отталкивающие. После выхода книги такая разновидность желейных бобов (смесь приятных и неприятных вкусов) действительно стала производиться, и со временем превратилась в отдельную крупную индустрию. 
Классический же ассортимент вкусов желейных бобов по-прежнему включает в себя фруктовые, ягодные, лакричные, мятные, вкус колы и так далее. У разных производителей ассортимент может значительно меняться, но чаще всего соблюдаются два правила: бобы смесью из разных вкусов и на их вкус указывает цвет.
В честь мармеладных бобов названа одна из версий мобильной операционной системы Android — Android Jelly Bean.